# Love Story in Harvard
Love story in Harvard (en hangul, 러브스토리 인 하버드) también conocida en español como Historia de amor en Harvard es una serie de televisión surcoreana emitida entre 2004 y 2005 y protagonizada por Kim Rae Won, Kim Tae Hee y Lee Jung Jin. Fue emitida por Seoul Broadcasting System entre el 22 de noviembre de 2004 y el 11 de enero de 2005, con una longitud de 16 episodios emitidos los lunes y martes a las 21:55 (KST). La primera mitad del drama está situada en Harvard, California mientras que la segunda mitad en Corea del Sur.

## Argumento
La historia comienza cuando Kim Hyun Woo llega a la escuela Harvard para estudiar leyes y conoce a Lee Soo In, una estudiante de medicina a la cual Hyun Woo confunde con prostituta en un principio. Al mismo tiempo, un estudiante también coreano llamado Hong Jung Min que estudia también leyes se convierte en rival de Hyun Woo en las clases y en el amor cuando ambos se enamoran de Soon In pero esta sólo termina sintiendo amor por Hyun Woo. Sin embargo, cuando los tres toman caminos diferentes el destino los vuelve a unir cuando Soon In trabaja de voluntaria en una fundación que ayuda a gente contaminada por una empresa grande y Hyun Woo y Jung Mi son los abogados que tendrán que luchar en el caso como enemigos.

## Reparto

### Personajes principales
- Kim Rae Won como Kim Hyun Woo.
- Kim Tae Hee como Lee Soo In.
- Lee Jung-jin como Hong Jung-min / Alex Hong.
- Kim Min como Yoo Jin Ah.

### Personajes secundarios
- Kang Nam Gil como Oh Young Jae.
- Jung Sol Hee como Han Seul Gi.
- Frank Gorshin como Profesor John H. Keynes.
- Seo Ji Hee como Chun Da Woon.
- Lee Charm como Jason Walker.
- Ben Wells como Ricky Don.
- Joo Hyun como Lee Yong Goo.
- Kim Chang Wan coo Doctor de Soo In.
- Lee Yoo Jung.
- Jo Hyung Ki.
- Lee Seung Hyung como Abogado de Jason Walker.

## Emisión internacional
- Hong Kong: Entertainment Channel.
- Filipinas: KNTV, NTV y TV Tokyo.
- Tailandia: Channel 7.
- Taiwán: ETTV y Videoland.